# Szacowanie
Szacowanie (także: szacunek, wycena) – przybliżone określanie wartości jakiejś wielkości przy posiadaniu niepełnych danych, występowania zakłóceń lub stosowaniu uproszczonego modelu opisującego parametry, cechy lub charakter tej wielkości (lub zjawiska wpływające na jej zachowanie).

## Obszary zastosowania
Szacowanie stosuje się w wielu naukach i dziedzinach wiedzy, handlu i działalności gospodarczej m.in.:
- metrologia – w metrologii szacuje się głównie niepewność pomiaru i wielkość błędów pomiarowych. Główny powód stosowania szacowania to fakt, że zwykle nie w pełni znane są wszystkie zjawiska wpływające na pomiar, a model wielkości mierzonej jest idealizowany i uproszczony.
- handel – w handlu szacowanie stosuje się głównie przy określaniu ceny zbywanego towaru, zwłaszcza gdy jest to towar używany, drogi lub jednostkowy; np. cenę domu lub mieszkania na rynku wtórnym szacuje się na podstawie cen podobnych mieszkań w danym rejonie miasta, popytu na te mieszkanie, atrakcyjności jego położenia, wieku, zastosowanej technologii, stanu technicznego itp.
- rolnictwo – w rolnictwie szacuje się np. przewidywaną wielkość zbiorów, zwykle na podstawie ich wyników z lat ubiegłych, ekstrapolowania trendów, ankiet dotyczących zasiewów przeprowadzanych wśród rolników i długoterminowych prognoz pogodowych. Pogoda jest jednym z decydujących czynników wpływających na wielkość zbiorów, a przy tym zwykle mało stabilnym i trudnoprzewidywalnym.
- w nauce, np. w historii – szacunek pozwala określić wiarygodność danych zawartych w źródłach poddanych badaniom.